# Porphyreon
Porphyreon (łac. Porphyriensis) – stolica historycznej diecezji w Cesarstwie rzymskim, w prowincji Fenicja. Współcześnie leży ona pomiędzy Hajfą a Akką w północnym Izraelu. Obecnie katolickie biskupstwo tytularne. Przez długi czas było tradycyjnym biskupstwem tytularnym zakrystianów papieskich do likwidacji tego urzędu w 1991.

## Biskupi tytularni
| Biskupi tytularni porphyreońscy |                                             |                                                                                |      |       |
| Lp                              | Biskup                                      | Funkcja                                                                        | od   | do    |
| 1                               | Pierre Pincon OSB                           | biskup pomocniczy Coutances (Francja)                                          | 1547 | 1559  |
| 2                               | Louis de Saint-Gilles                       | biskup pomocniczy Coutances                                                    | 1571 | 1582  |
| 3                               | Philippe Troussey OPraem                    | biskup pomocniczy Coutances                                                    | 1582 | 1590  |
| 4                               | Clemente Del Pezzo CR                       |                                                                                | 1644 | 1646  |
| 5                               | Taddeo Altini OESA                          |                                                                                | 1646 | 1653  |
| 6                               | Ambrogio Landucci OESA                      |                                                                                | 1655 | 1669  |
| 7                               | Honuphrius Ippoliti                         |                                                                                | 1669 | 1672  |
| 8                               | Josephus Eusanio OESA                       |                                                                                | 1672 | 1692  |
| 9                               | Petrus Lambertus Ledrou OESA                |                                                                                | 1692 | 1721  |
| 10                              | Augustinus Nicola degl’Abbati Olivieri OESA |                                                                                | 1721 | 1731  |
| 11                              | Tommaso Cervioni OESA pro hac vice          | emerytowany arcybiskup Lukki (Wielkie Księstwo Toskanii)                       | 1731 | 1742  |
| 12                              | Silvester Merani OESA                       |                                                                                | 1742 | 1764  |
| 13                              | Nicolaus Angelus Maria Landini OESA         |                                                                                | 1764 | 1782  |
| 14                              | Franciscus Xaverius Cristiani OESA          |                                                                                | 1782 | 1800  |
| 15                              | Giuseppe Bartolomeo Menocchio OESA          | zakrystian papieski (Kuria Rzymska)                                            | 1800 | 1823  |
| 16                              | Giuseppe Perugini OESA                      | zakrystian papieski (Kuria Rzymska)                                            | 1823 | 1829  |
| 17                              | Giovanni Augustoni OESA                     | zakrystian papieski (Kuria Rzymska)                                            | 1829 | 1839  |
| 18                              | Giuseppe Maria Castellani OESA              | zakrystian papieski (Kuria Rzymska)                                            | 1839 | 1854  |
| 18                              | Giuseppe Palermo OESA                       | zakrystian papieski (Kuria Rzymska)                                            | 1855 | 21856 |
| 19                              | François Marinelli OESA                     | zakrystian papieski (Kuria Rzymska)                                            | 1856 | 1887  |
| 20                              | Guglielmo Pifferi OESA                      | zakrystian papieski (Kuria Rzymska)                                            | 1887 | 1910  |
| 21                              | Agostino Zampini OESA                       | zakrystian papieski, wikariusz generalny Państwa Watykańskiego (Kuria Rzymska) | 1910 | 1937  |
| 22                              | Alfonso Camillo de Romanis OSA              | zakrystian papieski, wikariusz generalny Państwa Watykańskiego (Kuria Rzymska) | 1937 | 1950  |
| 23                              | Petrus Canisius van Lierde OSA              | zakrystian papieski, wikariusz generalny Państwa Watykańskiego (Kuria Rzymska) | 1951 | 1995  |